# John F. Shafroth

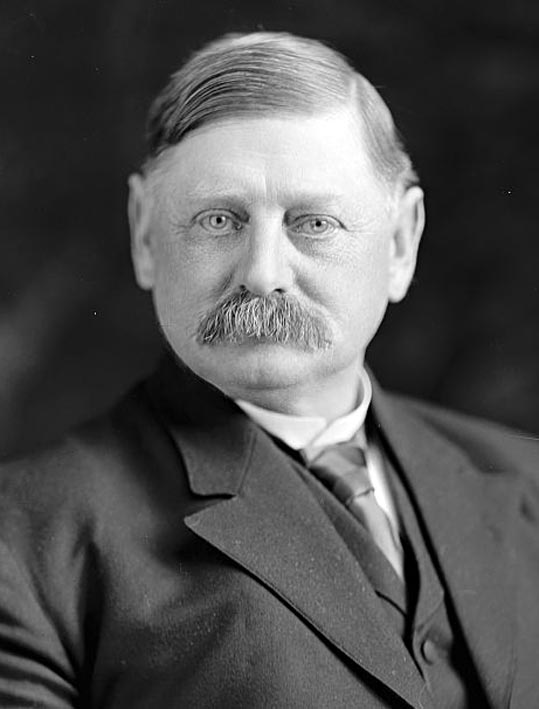
John F. Shafroth

John Franklin Shafroth, född 9 juni 1854 i Fayette, Missouri, död 20 februari 1922 i Denver, Colorado, var en amerikansk politiker. Han representerade delstaten Colorado i båda kamrarna av USA:s kongress, först i representanthuset 1895-1904 och sedan i senaten 1913-1919. Han var guvernör i Colorado 1909-1913.
Shafroth utexaminerades 1875 från University of Michigan. Han studerade därefter juridik och inledde 1876 sin karriär som advokat i Missouri. Han flyttade 1879 till Colorado.
Shafroth blev 1894 invald i representanthuset som republikan. Efter en mandatperiod bytte han parti till Silver Republican Party som han representerade i sex år. Därefter bytte han parti på nytt till demokraterna. Republikanen Robert W. Bonynge vägrade att godkänna valresultatet i kongressvalet 1902 och ansåg att han i stället för Shafroth hade vunnit valet. Efter en lång process meddelade Shafroth 15 februari 1904 sin avgång, eftersom även han trodde att Bonynge hade vunnit valet. Efter att ha erkänt förlusten blev han känd som "Honest John".
Shafroth vann guvernörsvalet 1908 som demokraternas kandidat och efterträdde Henry Augustus Buchtel som guvernör i januari 1909. Under Shafroths tid som guvernör introducerades initiativsystemet i Colorado, så att medborgarna har möjlighet att ordna folkomröstningar om tillräckligt många underteckna initiativet till en folkomröstning. Han efterträddes som guvernör av Elias M. Ammons.
Shafroth efterträdde 1913 Simon Guggenheim som senator för Colorado. Han kandiderade till omval i senatsvalet 1918 men förlorade mot republikanen Lawrence C. Phipps.
Shafroths grav finns på Fairmount Cemetery i Denver.